# Eisen(III)-chlorid
Eisen(III)-chlorid ist eine chemische Verbindung von Eisen(III)- und Chloridionen. Die römische Ziffer III gibt die Oxidationszahl des Eisenions (in diesem Fall +3) an. Eisen(III)-chlorid gehört zur Gruppe der Eisenhalogenide.
Unter die Bezeichnung Eisenchlorid fällt auch die Verbindung Eisen(II)-chlorid (FeCl2).

## Vorkommen
In der Natur kommt Eisen(III)-chlorid in Form der Minerale Molysit (Anhydrat) und Hydromolysit (Hexahydrat) vor.

## Gewinnung und Darstellung
Wasserfreies Eisen(III)-chlorid erhält man im Labor, indem man Chlor bei Temperaturen von 250 bis 400 °C über Eisendraht, -wolle oder Ähnliches leitet. Anschließend wird das Produkt zur Reinigung im Chlorstrom bei 220 bis maximal 300 °C resublimiert. Dabei ist darauf zu achten, dass Geräte und Chemikalien möglichst wasserfrei sind.
{\displaystyle \mathrm {2\ Fe+3\ Cl_{2}\longrightarrow 2\ FeCl_{3}} }
Alternativ kann die wasserfreie Verbindung über Umsetzung des Hexahydrats mit Thionylchlorid erfolgen:
{\displaystyle {\ce {FeCl3 * 6 H2O + 6 SOCl2 -> FeCl3 + 6 SO2 + 12 HCl}}}
Kristallwasserhaltiges Eisenchlorid kann auch durch Auflösen von Eisenpulver in Salzsäure
{\displaystyle \mathrm {Fe+2\ HCl\longrightarrow FeCl_{2}+H_{2}} }
und nachfolgendes Einleiten von Chlor hergestellt werden, wobei das zunächst entstandene Eisen(II)-chlorid in Eisen(III)-chlorid übergeht:
{\displaystyle \mathrm {2\ FeCl_{2}+Cl_{2}\longrightarrow 2\ FeCl_{3}} }
Dieses kann anschließend durch Eindampfen der Lösung gewonnen werden. Zur technischen Produktion leitet man Chlor bei etwa 650 °C über Eisenschrott.
Ebenfalls ist es möglich, das Eisen(II)-Ion durch Wasserstoffperoxid zum Eisen(III)-Ion zu oxidieren:
{\displaystyle \mathrm {2\ FeCl_{2}+H_{2}O_{2}+2\ HCl\longrightarrow 2\ FeCl_{3}+2\ H_{2}O} }
Diese Reaktion kann zum Nachweis von Eisen in Wasser verwendet werden, da bei anschließender Zugabe einer Kalium- oder Ammoniumthiocyanat bei Gegenwart von Eisen eine blutrote Lösung von Eisen(III)-thiocyanat entsteht.
Wasserfreies Eisen(III)-chlorid wird zum Schutz vor Wasser unter Schutzgas (z. B. Stickstoff) bzw. unter Luftabschluss gelagert.

## Eigenschaften
Wasserfreies Eisen(III)-chlorid ist eine schwarze, leicht stechend nach Salzsäure riechende Substanz. Als wasserfreie Verbindung ist es extrem hygroskopisch, entzieht also der Luft Wasser. Mit steigendem Wassergehalt nimmt die hygroskopische Natur ab und die Farbe verändert sich über rot-bräunlich bis hin zu gelblich, es entsteht Eisen(III)-chlorid-Hexahydrat (FeCl3 · 6 H2O). Dieses reagiert durch Hydrolyse stark sauer. Beim Erhitzen zersetzt sich das Hydrat unter Abspaltung von Wasser und Chlorwasserstoff; es ist also auf diesem Weg nicht möglich, daraus wieder wasserfreies Eisen(III)-chlorid zu erhalten.
Allerdings ist wasserfreies Eisen(III)-chlorid über das Hexahydrat zugänglich, wenn es unter Schutzgasatmosphäre mit einem Überschuss an Thionylchlorid (10 Äquivalente) versetzt wird. Die entstehenden Gase werden verkocht und durch Einleiten in eine gekühlte Natronlauge (ca. 0,5 – 1,0 M) neutralisiert.
{\displaystyle \mathrm {FeCl_{3}\cdot 6H_{2}O+6\ SOCl_{2}\longrightarrow FeCl_{3}+6\ SO_{2}+12\ HCl} }

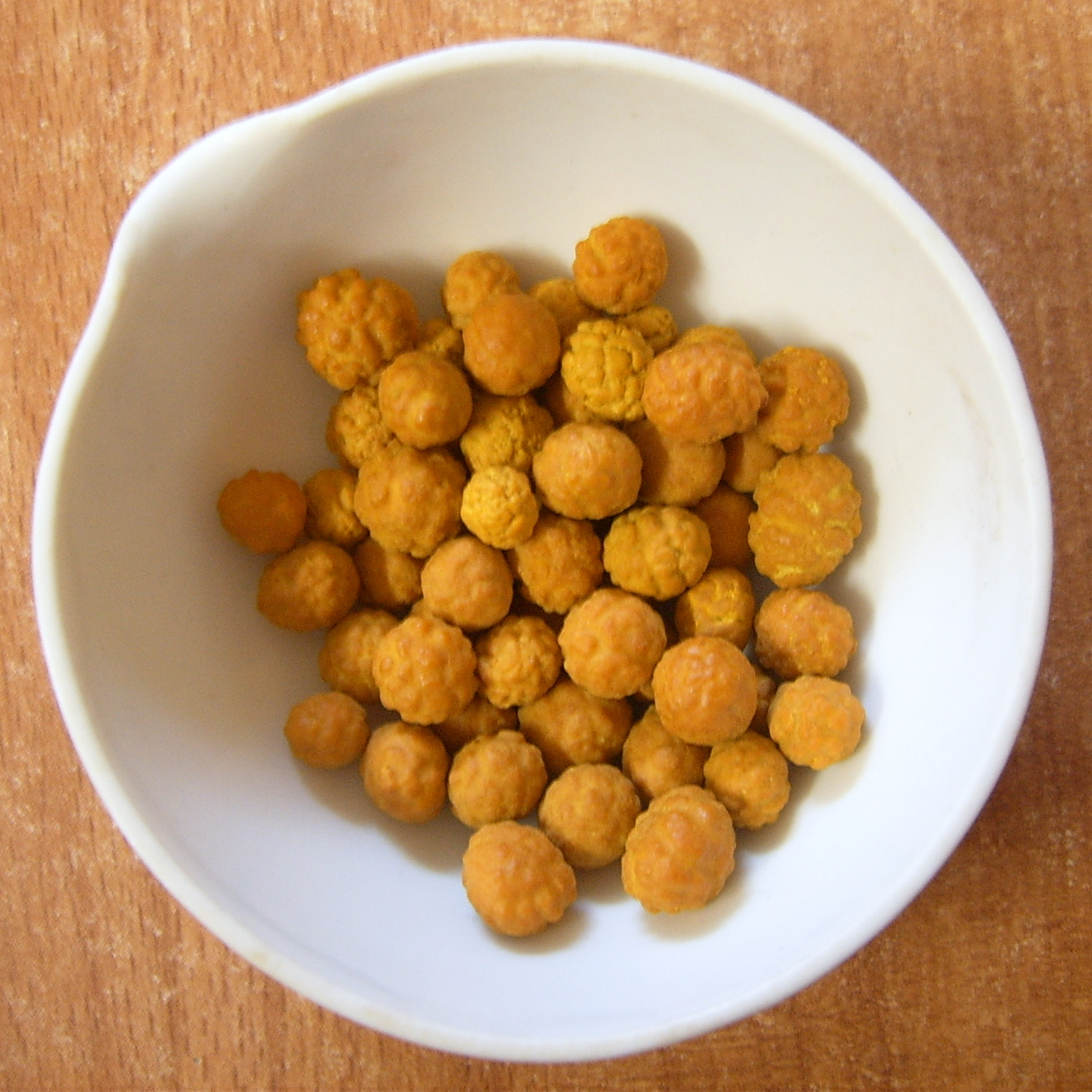
Eisen(III)-chlorid-Hexahydrat granuliert
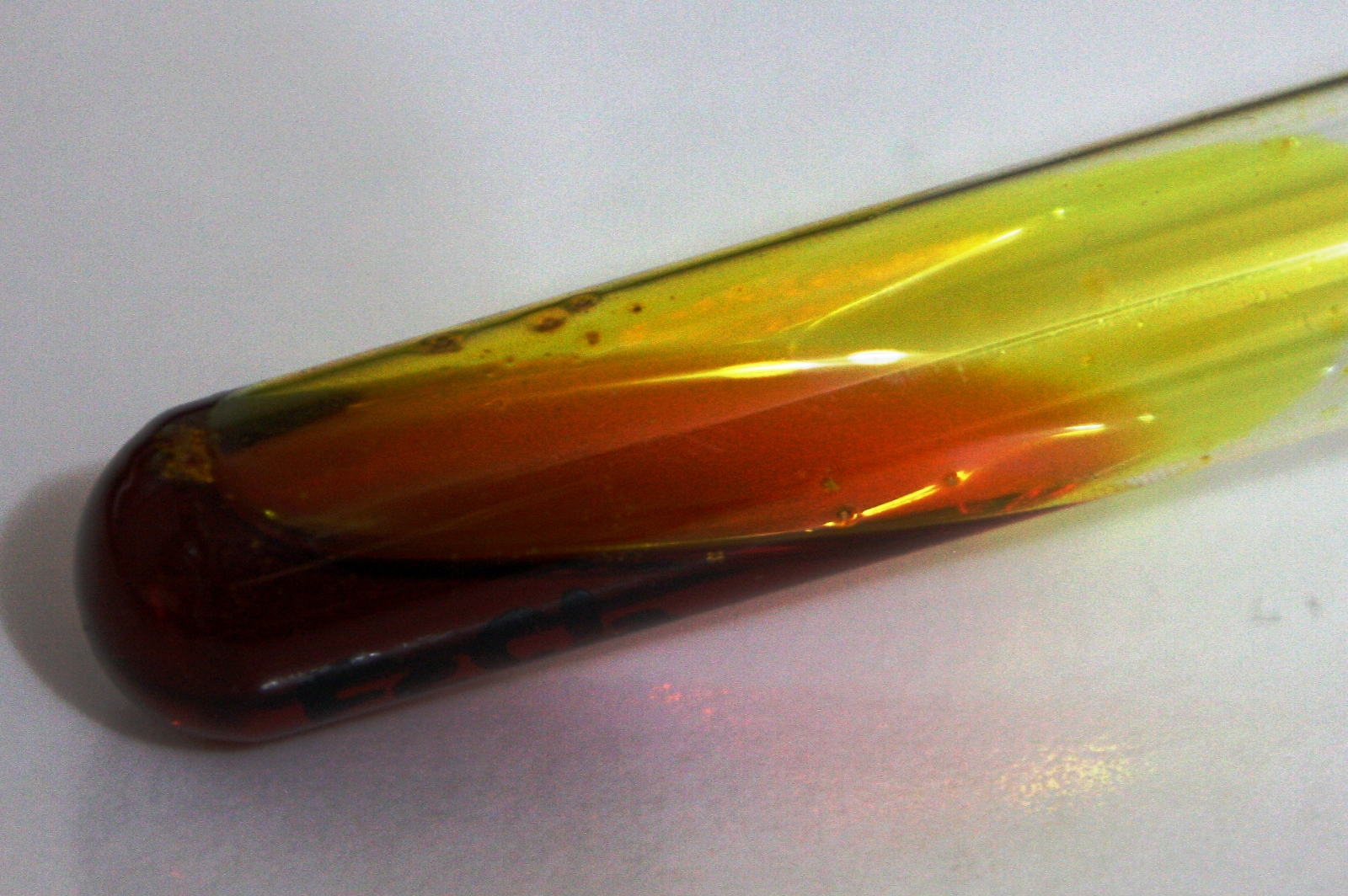
Wässrige FeCl3-Lösung

Eisen(III)-chlorid ist eine vorwiegend kovalente Verbindung mit Schichtstruktur. Oberhalb des Sublimationspunkts liegt sie vor allem als gasförmiges Fe2Cl6 vor, das mit steigender Temperatur zunehmend zu FeCl3 dissoziiert.
Wasserfreies Eisen(III)-chlorid verhält sich chemisch ähnlich wie wasserfreies Aluminiumchlorid. Genau wie dieses ist es eine mäßig starke Lewis-Säure.

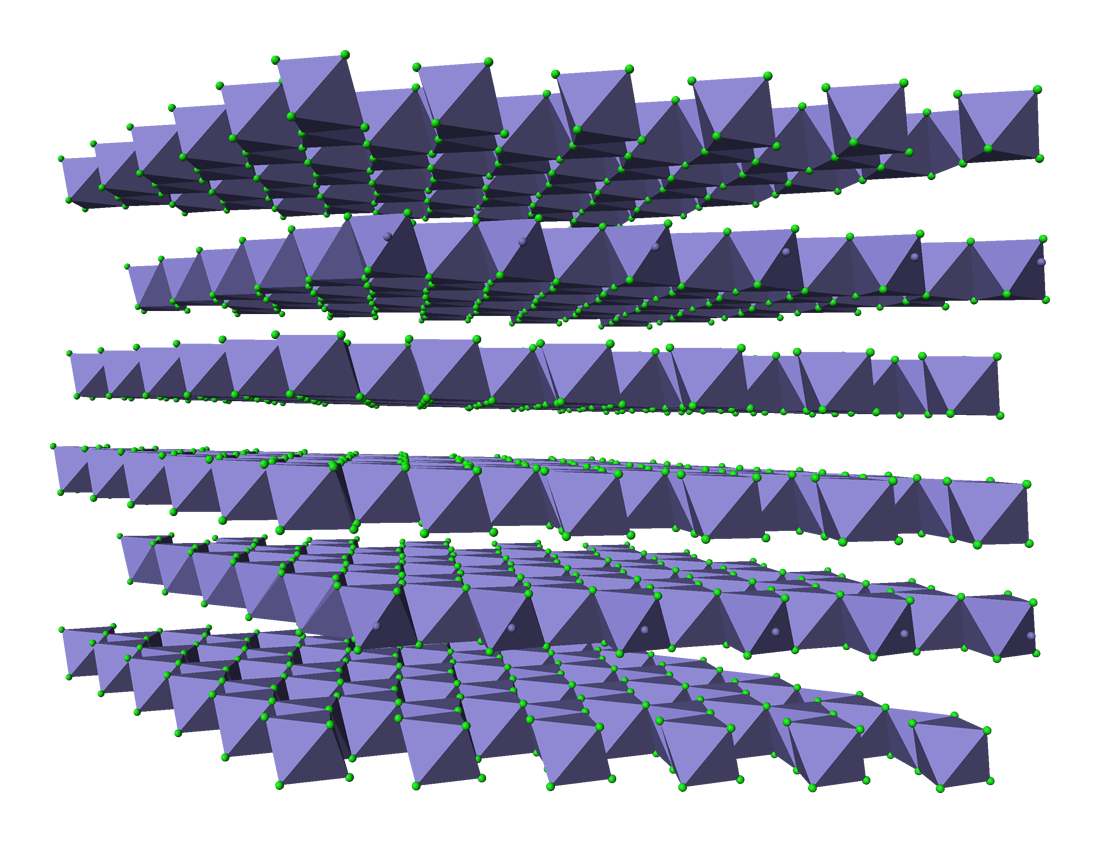
Schichtstruktur

Eisen(III)-chlorid bildet mit Eisen(II)-chlorid ein bei 297,5 °C schmelzendes Eutektikum mit 13,4 Mol-% Eisen(II)-chlorid.

## Verwendung

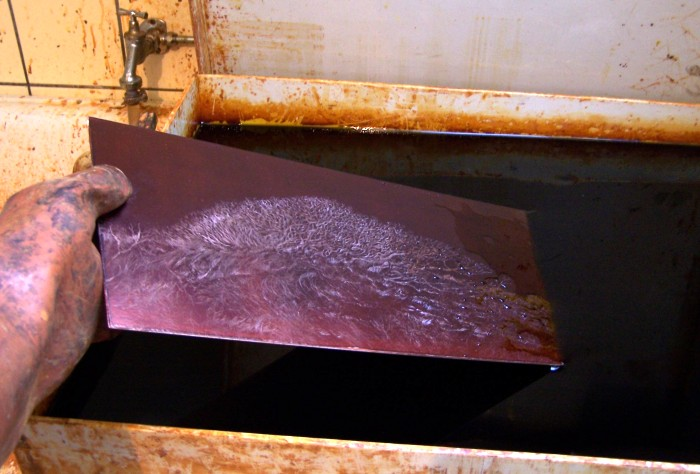
Das Ätzen einer Strichradierung mit Eisen(III)-chlorid-Lösung

Eisen(III)-chlorid kann Kupfer oxidieren und lösen; deshalb kann man wässrige Eisen(III)-chlorid-Lösungen zum schonenden Ätzen von Leiterplatten und Druckplatten verwenden:
{\displaystyle \mathrm {Cu+2\ FeCl_{3}\longrightarrow CuCl_{2}+2\ FeCl_{2}} }
Eisen(III)-chlorid wird zur Bindung von Schwefelwasserstoff, zur Phosphatfällung und weiterhin als Fällmittel bei der Simultanfällung sowie allgemein bei der biologischen Abwasserreinigung als Flockungsmittel verwendet. In der chemischen Industrie wird es als selektiv wirkender Katalysator bei vielen Friedel-Crafts-Reaktionen eingesetzt. Viele Phenole ergeben mit Eisen(III)-chlorid grün oder blau gefärbte Komplexe und können so nachgewiesen werden (Eisenchloridtest). Durch Zusatz von Kaliumhexacyanoferrat(II) kann das Pigment Berliner Blau erzeugt werden (s. u.).
In wässriger Lösung wird es beim Textildruck als Oxidationsmittel und Farbbeize eingesetzt, in der Medizin zur intravenösen Substitution bei schweren Mangelzuständen und als blutstillendes Mittel (Hämostyptikum bzw. Adstringens, in Deutschland nicht mehr im Handel), für Korrosionsprüfungen (nach ASTM G48A) und zum Ätzen von Metallen (z. B. beim Kupfertiefdruck) und von Platinen bei gedruckten Schaltungen und bei der Herstellung von Farbstoffen (z. B. Anilinschwarz).

## Sicherheitshinweise
Eisen(III)-chlorid ist gesundheitsschädlich beim Verschlucken und reizt die Haut. Es besteht die Gefahr ernster Augenschäden. In Verbindung mit Alkalimetallen, Allylchlorid und Ethylenoxid besteht Explosionsgefahr.

## Nachweis

### Über Fe3+-Ionen
Gibt man zu Eisen(III)-chloridlösung Kaliumhexacyanidoferrat(II), entsteht ein tiefblauer Niederschlag des Pigments Berliner Blau:
{\displaystyle \mathrm {Fe_{(aq)}^{3+}+[Fe(CN)_{6}]_{(aq)}^{4-}+K_{(aq)}^{+}\longrightarrow KFe^{III}[Fe^{II}(CN)_{6}]_{(s)}} }.
Ein weiterer sehr empfindlicher Nachweis geschieht mittels Thiocyanat-Ionen (SCN−):
{\displaystyle \mathrm {[Fe(H_{2}O)_{6}]_{(aq)}^{3+}+SCN_{(aq)}^{-}\longrightarrow [Fe(SCN)(H_{2}O)_{5}]_{(aq)}^{2+}+H_{2}O} }.
Die gebildeten komplexen Pentaaquathiocyanatoeisen(III)-Ionen erscheinen intensiv rot.
Ein weiterer Nachweis wäre der rot-braune Niederschlag von Eisen(III)-oxidhydrat ("Eisen(III)-hydroxid"), der bei Reaktion mit OH−-Ionen entsteht.
Die Reaktion mit 3-Chlorsalicylsäure ergibt eine intensive violette Farbe.